# 下謝爾吉
56°40′N 59°18′E / 56.667°N 59.300°E
下謝爾吉（俄语：Ни́жние Се́рги）是俄羅斯斯維爾德洛夫斯克州西部的一個城市，位於葉卡捷琳堡西南偏西120公里。2002年人口12,567人。
1743年開埠。以黑色冶金工業、伐木業、旅遊業（滑雪、礦泉療養）為主要經濟活動。